# Onosma soltanabadensis
Onosma soltanabadensis är en strävbladig växtart som beskrevs av Ranjbar och Almasi. Onosma soltanabadensis ingår i släktet Onosma och familjen strävbladiga växter. Inga underarter finns listade i Catalogue of Life.